# Cyprian Kamil Norwid
Cyprian Kamil Norwid, eredeti nevén Cyprian Konstanty Norwid (Laskowo-Głuchy, Lengyel Királyság, 1821. szeptember 24. – Párizs, 1883. május 23.) – lengyel költő, drámaíró, író, grafikus, szobrász, festő.
Gyakran tekintik a négy legfontosabb lengyel romantikus költő közül az utolsónak. Számos irodalomtörténész azonban e nézetet túlságosan leegyszerűsítettnek véli, és Norwid munkásságát inkább a klasszicizmushoz és a parnasszizmushoz sorolja.

## Életpályája
Elszegényedett kisnemesi családban született. Három testvérével korán árvaságra jutott, édesanyját 1825-ben, édesapját 1835-ben vesztette el. A család 1830-ban Varsóba költözött. Itt élte meg gyermekkorának meghatározó élményét, az 1830–31-es novemberi felkelést és az azt követő orosz megtorlást. Gimnáziumi társait letartóztatták, megkínozták és Szibériába hurcolták, egyikőjük önkéntes tűzhalált szenvedett.
Első verse 1840-ben névtelenül jelent meg. Hivatalnokként dolgozott,eközben egyre ismertebbé vált a varsói irodalmi körökben. 1841-ben egy barátjával körbeutazta a Lengyel Királyságot.Útja során Krakkóba is eljutott, amely ekkor a semleges Krakkói Köztársaság székhelye volt. 1842-ben nyugat-európai utazásra indult, ahol képzőművészeti tanulmányokat folytatott. Németországban és Olaszországban élt, Firenzében megismerkedett Maria z Nesselrodów Kalergis (1822-1874) zongoraművésszel, akit egész életén át viszonzatlanul szeretett. (Az asszony egy cári tábornok leánya volt. Első férje egy görög milliomos volt, a második Varsó orosz rendőrfőnöke. A nagyvilági, sokat utazó nőnek szeretője volt többek között Théophile Gautier, Liszt Ferenc, Chopin és Cavaignac tábornok és kormányfő, az 1848-as francia forradalom vérbefojtója.)
1846-ban Poroszországban, a Poznańi Nagyhercegség területén letartóztatták, mert útlevél nélkül akart a Lengyel Királyságba utazni. Egy hónapig tartották fogva Berlinben. Szabadulását követően Belgiumba utazott, majd Rómában telepedett le hosszabb időre. Ekkor már súlyos szem- és fülbetegség gyötörte. Rómában részt vett a nagy emigráció életében, Zygmunt Krasiński segítette. Az 1848-as forradalom alatt belépett az Adam Mickiewicz által szervezett légióba, de ezt otthagyta, amikor a tömeg a pápa életét fenyegette, sőt csatlakozott a pápa testőrségéhez. 1849-ben Párizsba utazott. Itt életkörülményei romlottak, műveiről gúnyos kritikák jelentek meg. 1853-ban Amerikába távozott, ahol alkalmi munkákat (favágás, festés-mázolás) vállalva nehezen élt. Az orosz-török háború hírére, melytől Lengyelország függetlenségét remélte, haza akart térni, de csak 1854-ben sikerült Európába visszajutnia. Mickiewicztől és Herzentől kért az útra pénzt, de nem kapott.
Először Londonban, majd Párizsban telepedett le. Képzőművészeti és írói munkásságából nyomorogva tudott csak megélni. 1862-ben a lipcsei Brockhaus kiadónál jelent meg egyetlen életében közreadott kötete, amelyet az újabb nemzeti felkelés miatt agyonhallgatott a kritika. 1866-ban száz versből álló kötetet szerkesztett Vade-mecum címmel. A kötettel A romlás virágai nihilizmusával kívánt leszámolni. 1875-ben súlyos tüdőbaj támadta meg, emiatt 1877-ben a lengyel emigráció párizsi Szent Kázmér menedékházába fogadták be, ahol haláláig tartózkodott, apró celláját szinte el sem hagyva. Előbb Párizsban temették el, majd 1888-ban, a sírhely lejártakor a Les Champeaux temető lengyel tömegsírjába került névtelenül. 2001-ben a krakkói Wavelban Mickiewicz és Juliusz Słowacki sírja között jelképes síremléket kapott. A Nemzeti Bárdok Kriptájában (Krypta Wieszczów Narodowych na Wawelu) elhelyezett urnája a Les Champeaux temetőből származó földet tartalmaz.
Munkásságát nehezen értették meg kortársai, azonban az utókor megőrizte azt. Újrafelfedezésére csak az Ifjú Lengyelország időszakában került sor, főként Zenon Przesmyckinek (valamint részben a fiatal Władysław Stanisław Reymontnak) köszönhetően. 1905-ben a Chimera folyóirat több száz oldalas Norwid-különszámában jelentek meg novellái és versei, ami ismertté tette. Lappangó kéziratai még 1960-ban is kerültek elő. Czesław Niemen dzsesszzenész a hetvenes-nyolcvanas években számos versét megzenésítette (pl. Gyászrapszódia Bem emlékre, Az én dalom), növelve a költő ismertségét és népszerűségét.

## Magyarul
- Cyprian Norwid versei; vál., jegyz. Kovács István, ford. Bella István et al., életrajz, utószó Bojtár Endre; Európa, Bp., 1982 (Lyra mundi)